# Antoine-Alexandre Barbier

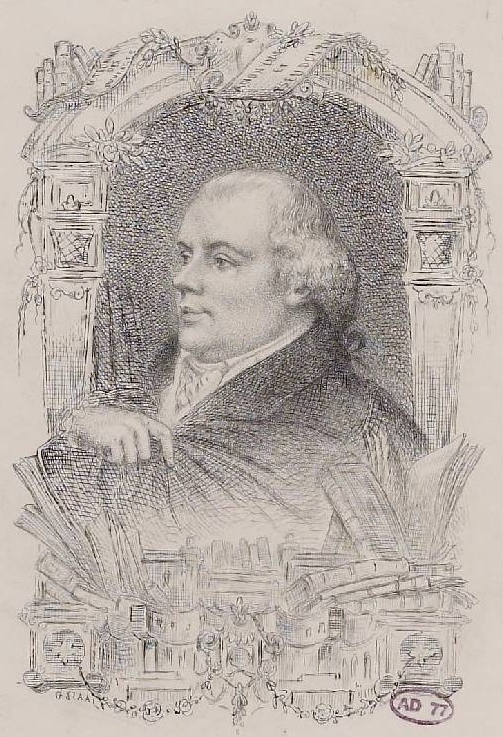

Antoine-Alexandre Barbier (* 11. Januar 1765 in Coulommiers; † 5. Dezember 1825 in Paris) war ein französischer katholischer Priester, Bibliothekar und Bibliograph.
Mit 26 Jahren übernahm Barbier 1791 die Pfarrei La-Ferté-sous-Jouarre, aber bereits zwei Jahre später legte er im Zuge der politischen Veränderungen sein Amt nieder. Als 1794 der Nationalkonvent eine Kommission für Künste und Wissenschaften einberief, um die beschlagnahmten Bücher zu sichten, wurde auch Barbier deren Mitglied.
Barbier war maßgeblich an der Errichtung einer Bibliothek für das Direktorium beteiligt und 1800 betraute man ihn mit deren Leitung. Auf Wunsch Barbiers und dessen Arbeitgeber entließ Papst Pius VII. ihn 1801 aus seinem Priestergelübde. Neben seinem Amt als Bibliothekar tat sich Barbier auch als Sachbuchautor hervor.
1807 berief Napoléon Bonaparte Barbier zu seinem Privatbibliothekar, und als solcher war er für die Neu-Errichtung mehrerer Bibliotheken zuständig. Unter Barbiers Leitung entstanden die Büchersammlungen von Schloss Compiègne, Schloss Fontainebleau, Schloss Saint-Cloud und dem Louvre. Zwischen 1814 und 1822, den Jahren der Restauration verwaltete Barbier auch die Kronbibliothek. Mit 57 Jahren wurde Barbier seiner Ämter enthoben und in den Ruhestand geschickt. Drei Jahre später starb er im Alter von 60 Jahren am 5. Dezember 1825 in Paris.

## Schriften (Auswahl)
- Dictionnaire des ouvrages anonymes et pseudonymes. Paris 1806.
- Nouvelle bibliothèque d’un homme de goût. Bertrand, Paris 1808–10 (5 Bde.).
- Examen critique et complément des dictionnaires historiques les pas répandus. Paris 1820 (Reprint Slatkine, Genf 1970).